# Plato (Moravskoslezské Beskydy)
Plato je lokalita v Moravskoslezských Beskydech, v části Zadní hory, na jih od vrchu Travný, na sever se pak tyčí Vysoký Rykali. Východním směrem od Plata se nachází samota Travenská chata a roztroušená zástavba horské osady Kocuří, místní části obce Morávka. Na západ od lokality byly vystavěny osady obce Krásná – Zlatník, Sihly a o něco více na jih Vyšní Mohelnice.
Plato zároveň slouží jako turistický rozcestník. Vychází odtud žlutě značená turistická stezka směrem k osadě Zlatník, která se na Platu odpojuje od zelené turistické značky vedoucí z osady Visalaje na Travný a Morávku.